# Cầu Bảo Hà

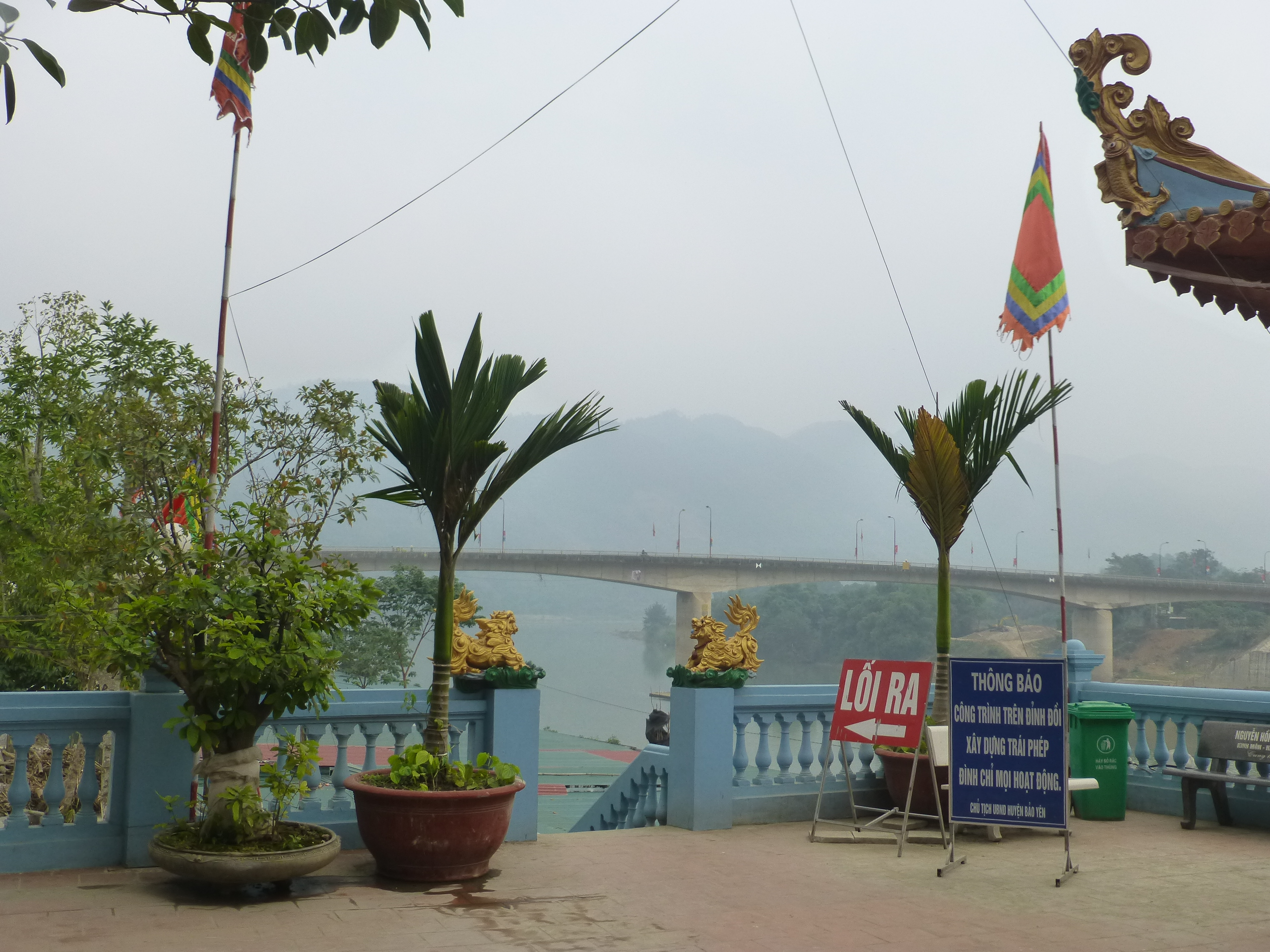
Cầu Bảo Hà nhìn từ khuôn viên đền Bảo Hà

Cầu Bảo Hà là một cây cầu bắc qua sông Hồng trên Quốc lộ 279, nối liền hai huyện Bảo Yên và Văn Bàn thuộc tỉnh Lào Cai, Việt Nam.
Cầu có lý trình tại Km 89A+800 Quốc lộ 279, kết nối xã Bảo Hà thuộc huyện Bảo Yên với xã Tân An thuộc huyện Văn Bàn, nằm gần di tích đền Bảo Hà.
Cầu Bảo Hà có chiều dài 322,3 m, rộng 12 m. Công trình được khởi công xây dựng vào tháng 1 năm 2004 và thông xe vào tháng 12 năm 2005.